# Mario Di Stazio
Mario Angelo Di Stazio (Edolo, 25 maggio 1951) è un ex canoista italiano.

## Biografia
Nato nel 1951 a Edolo, in provincia di Brescia, ha iniziato a praticare la canoa a 15 anni.
A 21 anni ha partecipato ai Giochi olimpici di Monaco di Baviera 1972, nello slalom K1, arrivando 17º con il punteggio di 336,04 ottenuto nella 1ª prova.
Dopo il ritiro è stato allenatore e anche insegnante di educazione fisica alle scuole primarie.